# داريل ميدلتون
داريل ميدلتون مواليد 21 يوليو 1966، هو لاعب كرة سلة إسباني سابق بدأ مسيرته الاحترافية في سنة 1988. يبلغ طوله 6 قدم 8 بوصة (2.0 م). اعتزل اللعب في 2014.

## فرق لعب لها
- نادي إشبيلية لكرة السلة
- نادي برشلونة لكرة السلة
- جوفينتوت بادالونا

## روابط خارجية
- داريل ميدلتون على موقع الدوري الأوروبي لكرة السلة (الإنجليزية)
- داريل ميدلتون على موقع سبورتس رفرنس (الإنجليزية)
- داريل ميدلتون على موقع الدوري الإسباني لكرة السلة (الإسبانية)
- داريل ميدلتون على موقع كرة السلة الأوروبية.كوم (الإنجليزية)
- داريل ميدلتون على موقع كلية كرة السلة في سبورتس رفرنس.كوم (الإنجليزية)
- داريل ميدلتون على موقع ريلجم (الإنجليزية)
- داريل ميدلتون على موقع بروبوليرز (الإنجليزية)
- داريل ميدلتون على موقع سبورتس رفرنس (الإنجليزية)